# Ingrid Sudhoff
Ingrid Sudhoff (* 5. September 1965 in Paderborn) ist eine deutsche Mittelalter-Archäologin.

## Leben
Ingrid Sudhoff stammt aus einer Lehrerfamilie. Sie besuchte die Katholische Grundschule in Lüchtringen und das König-Wilhelm-Gymnasium in Höxter, wo sie 1985 das Abitur bestand.
Sie studierte Ur- und Frühgeschichte sowie Alte Geschichte und Klassische Archäologie an der Universität Köln. 1986 wechselte sie von der Alten Geschichte zur Geologie als Nebenfach. 1987 besuchte sie als Zweithörerin auch Lehrveranstaltungen an der Universität Bonn. Ein Semester verbrachte sie an der Freien Universität Berlin, bevor sie im Wintersemester 1989/90 an die Universität Köln zurückkehrte. Hier graduierte sie 1992 zum Magister. Sie beteiligte sich an der archäologischen Oberflächenprospektion im Kölner Raum. Ihr Promotionsstudium führte sie 1994 wieder nach Bonn. 1995/96 war sie Volontärin am Archäologischen Museum Hamburg, 1996 leitete sie eine archäologische Grabung in Sachsen-Anhalt. 1999 wurde sie mit einer von Helmut Roth betreuten Dissertation über Grabanlagen im Merowingerreich zum Dr. phil. promoviert.
Sudhoff kam 2001 in die Lübecker Region, um die Grabungsleitung beim Bau der A 20 zu übernehmen. Von 2003 bis 2008 leitete sie ein Interreg-Projekt in deutsch-dänischer Zusammenarbeit. Ab 2008 leitete sie die von der BQL (Berufsausbildungs- und Qualifizierungsagentur Lübeck) GmbH durchgeführten Grabungen im Lübecker Gründungsviertel und beim Bau des Hansemuseums. Seit 2018 ist sie wissenschaftliche Mitarbeiterin im Bereich Archäologie und Denkmalpflege der Hansestadt Lübeck. Als Sachgebietsleiterin für das Lübecker Landgebiet führte sie eine großflächige Grabung an der Kronsforder Landstraße durch. Auch an der Koordinierung der Bergung des Schiffswracks in der Trave war sie beteiligt.
Mit der Berufung von Dirk Rieger zum Bereichsleiter übernahm sie 2023 die Leitung der Abteilung Archäologie.

## Werke
- Kreisgräben, Grabhügel und verwandte Sonderformen von Grabanlagen im Merowingerreich. Diss. Bonn 1999; Auszug in: Archäologisches Zellwerk: Beiträge zur Kulturgeschichte in Europa und Asien. Festschrift für Helmut Roth zum 60. Geburtstag, Rahden/Westf.: Leidorf 2001 ISBN 3-89646-396-9, S. 425–434
- (Hrsg.) Venner og fjender – dagligliv ved Østersøen 700–1200 / Freunde und Feinde – Alltagsleben an der Ostsee 700–1200. Lübeck: Schmidt-Römhild 2004 ISBN 3-7950-1263-5
- mit Manfred Gläser (Hrsg.): Nicht nur Sauerkraut und Smørrebrød! Deutschland und Dänemark im 19. und 20. Jahrhundert. (= Ausstellungen zur Archäologie in Lübeck 8) Lübeck: Schmidt-Römhild 2005 ISBN 3-7950-1270-8
- Beiträge in: Die Autobahn A20 – Norddeutschlands längste Ausgrabung: archäologische Forschungen auf der Trasse zwischen Lübeck und Stettin. Schwerin 2005 ISBN 3-935770-11-1
- mit Manfred Gläser (Hrsg.): Kulturlandschaften unter der Lupe: ein Reiseführer zu ausgewählten Spuren deutsch-dänischer Geschichte auf Seeland, Lolland, Falster und Møn. Lübeck: Schmidt-Römhild 2007 ISBN 978-3-7950-1281-6 (auch dänisch)
- mit Dirk Rieger und Manfred Schneider (Hrsg.): Archäologie im Lübecker Gründungsviertel: Erleben – Verstehen – Vermitteln. Lübeck 2019
- Beiträge in: Die Ausgrabungen im Lübecker Gründungsviertel: die Siedlungsgeschichte. Lübeck: Schmidt-Römhild 2019 ISBN 978-3-7950-5253-9
- Beiträge in: Archäologie in Lübeck. 2020ff ZDB-ID 3062047-8